# Bun (schip)

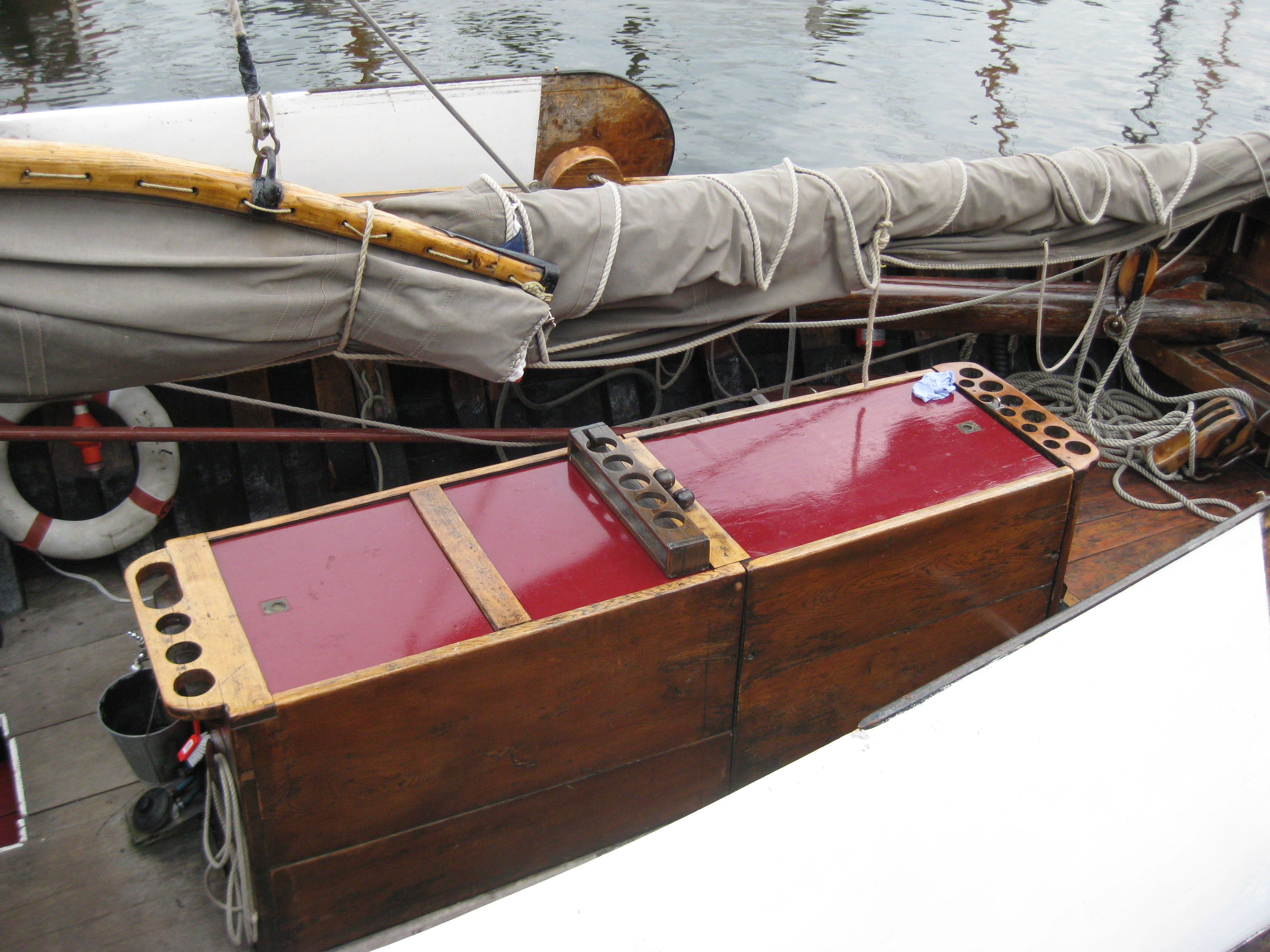
Een visbun

Een bun, ook wel kaar of viskaar genoemd, is een watergevuld compartiment in een schip, dat via vele kleine openingen rechtstreeks in verbinding staat met het buitenwater.
De kaar of bun is aan boord van een vissersschip bedoeld voor het bewaren van de vangst.
Boven op de bun zit een verhoogde opening, meestal de trog genoemd. De vangst wordt via deze opening in de bun gedeponeerd.
Op die manier kan de vangst meerdere dagen in leven worden gehouden, tot het einde van de visreis.
In de trog is soms een leefnet opgehangen, zodat de vangst eenvoudig omhoog kan worden gehaald. Als dit leefnet ontbreekt, moet de vangst met een schepnet uit de bun worden gehaald.
De vroegere vissersschepen van de Zuiderzee, zoals botters, waren allemaal met een bun uitgerust. In Zwammerdam is in 1972 een romeinse bun opgegraven.
Kaar wordt ook gebruikt voor losse houten bakken met gaten, waarin binnenvissers hun vangst in leven houden totdat de vishandelaar komt.

## Motorkoeling
In andere schepen is weleens een bun aanwezig om koelwaterleidingen van de motor doorheen te leiden, zodat deze hun warmte aan het buitenwater kunnen afstaan. In dit geval spreekt men van bunkoeling. Uiteraard is een koelbun niet gemaakt om vis in te houden.

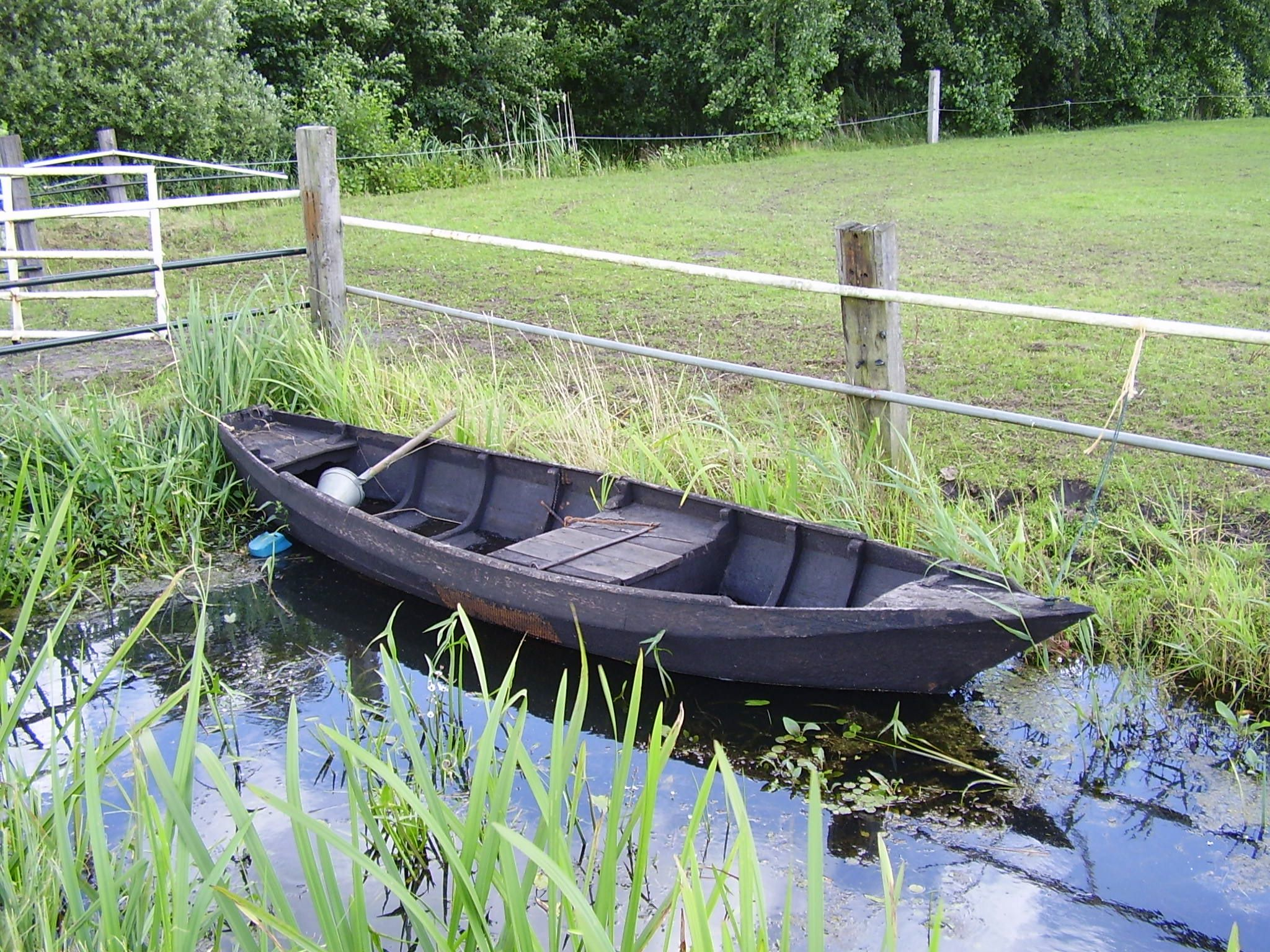
Gieterse roeiboot met bun
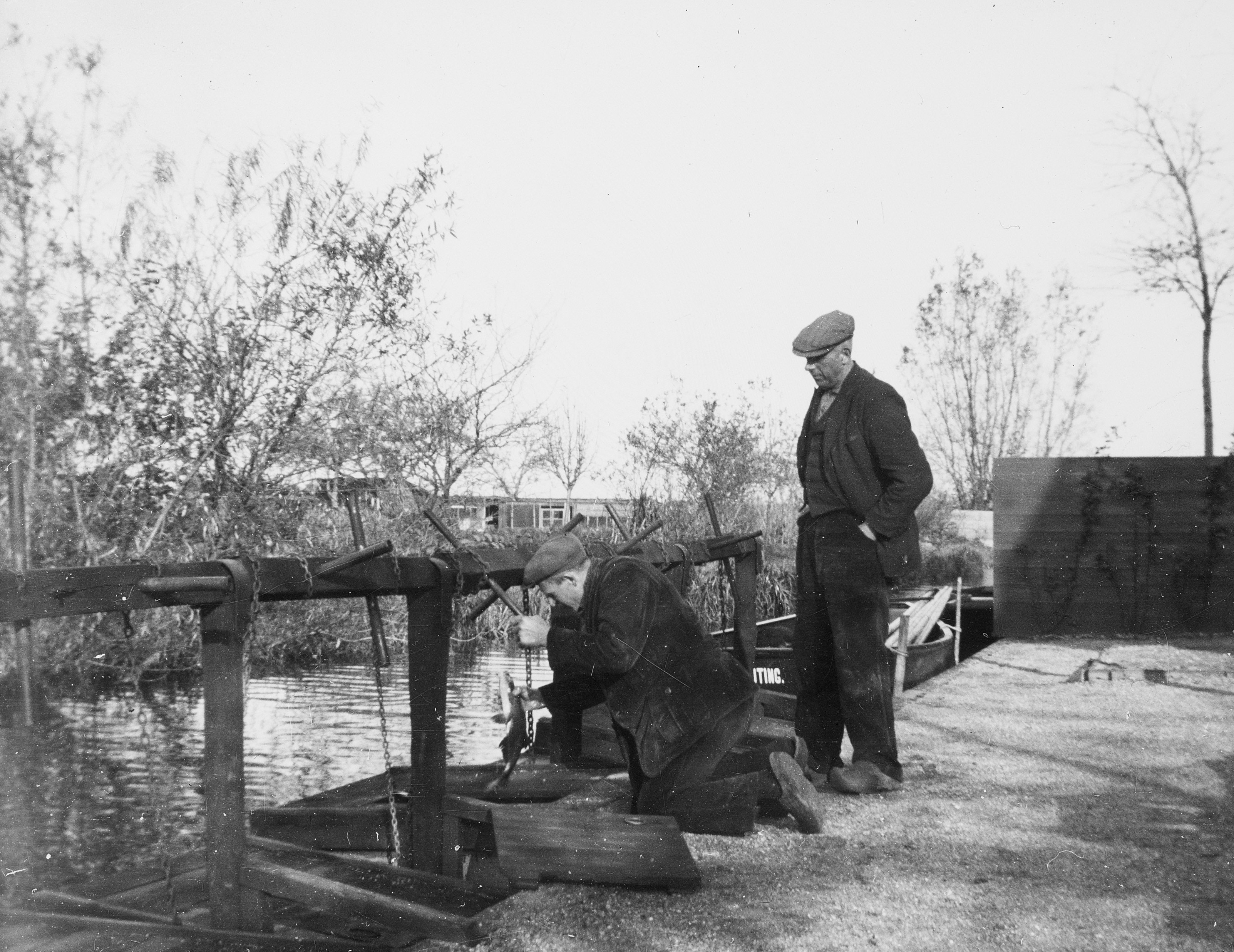
Losse viskaren